# Aenictus abeillei
Aenictus abeillei é uma espécie de formiga do gênero Aenictus.